# Caritas Internationalis

Caritas Internationalis je krovna organizacija koja okuplja i potpomaže rad svih nacionalnih Caritasa, njih 164, katoličkih humanitarnih ustanova koje djeluju u više od dvjesto država na svim kontinentima. Jedna je od najvećih humanitarnih organizacija na svijetu. Trenutni predsjednik je kardinal Luis Antonio Tagle. 
Prvi nacionalni Caritas osnovao je Lorenz Werthmann 9. studenoga 1897. u Freiburgu. Uslijed osnivanja Caritasa u nizu država (Švicarskoj 1901., Sjedinjenim Američkim Državama 1910.) na Euharistijskom kongresu u Amsterdamu 1924. šezdeset izaslanika iz dvadeset i dvije države osnovalo je ustanovu pri Švicarskom Caritasu u Luzernu, koja je 1928. nazvana Caritas Catholica. Do izbijanja Drugoga svjetskoga rata izaslanici su se redovito dvogodišnje sastajali, uz podršku Tajništva Svete Stolice. Nakon završetka rata, Caritas je dobio i predstavnike pri Ujedinjenim narodima kao jedna od većih međunarodnih humanitarnih organizacija. Na prijedlog msgr. Montinia (kasnije pape Pavla VI.) 1950. održan je susret voditelja nacionalnih Caritasa i karitativnih djelatnika, na kojemu je dogovoreno osnivanje konferencije karitativnih ustanova na razini Crkve.
Međunarodni Caritas utemeljen je 9. studenoga 1951. u Vatikanu te su se na osnivačkom zasjedanju u prosincu okupili predstavnici iz trinaest država, Austrije, Belgije, Danske, Francuske, Italije, Kanade, Luksemburga, Nizozemske, Portugala, Sjedinjenih Država, Španjolske i Švicarske. Godine 1954. mijenja ime u današnje, kako bi se istaknula njegova prisutnost na svim kontinentima. Sjedište tajništva je u Palači sv. Kalista u Rimu. Caritas je, zajedno s Crkvom u nevolji, Pax Christi i inim ustanovama nositelj Socijalnoga nauka Crkve i karitativne djelatnosti, u kojoj je umnogome, ponegdje i većinski uključen laikat.
Karitativan rad tj. pomaganje potrebitih uzdržavaju već prvi kršćani, poučeni Kristovim primjerom u više navrata. Još se u Djelima apostolskim (Dj 11, 27-30) spominje kako za gladi što je nastupila u doba rimskoga cara Klaudija „...učenici odlučiše - kako je tko bio imućan - poslati potporu braći u Judeji. To učiniše šaljući je starješniama po Barnabi i Savlu.”

## Vanjske poveznice
- Službene mrežne stranice